# Каплан, Мордехай
Мордеха́й Менахе́м Капла́н (11 июня 1881, Свенцяны, Виленская губерния (ныне Швенчёнис, Литва) — 8 ноября 1983, Нью-Йорк) — американский раввин, педагог и религиозный философ, переводчик, основатель реконструктивизма.

## Биография
Был привезён родителями в США в возрасте девяти лет. Получил начальное религиозное образование в духе ортодоксального иудаизма, однако уже в средней школе заинтересовался неортодоксальными представлениями о Библии и религии. Окончил Еврейскую теологическую семинарию; в 1909 году начал там же преподавательскую деятельность, продолжавшуюся около 50 лет и оказавшую влияние на формирование поколений представителей консервативного иудаизма. В январе 1922 году основал Общество по распространению иудаизма — главный центр движения реконструктивизма. Рупором идей Каплана является журнал «Реконстракшнист» (издается с 1935 гoда).

## Работа и жизнь
В своей преподавательской деятельности всегда подчеркивал необходимость интеллектуальной честности перед лицом вызова, который современная научная и философская мысль бросает традиционным еврейским верованиям и обычаям. В исследовании мидраша и различных течений религиозной философии Каплан соединял глубокую эрудицию с творческим использованием наследия иудаизма в решении актуальных проблем современности. Созданный Капланом реконструктивизм дал американскому еврейству некоторые из его самых плодотворных теоретических и практических идей. Каплан внес также значительный вклад в изучение истории еврейской мысли (М. Х. Луццатто, Г. Коген, современные идейные течения в еврействе).
В основе мировоззрения Каплана лежит представление об иудаизме как о развивающейся религиозной цивилизации, которая изменяется в зависимости от условий, места и времени. Согласно Каплану, религиозный характер иудаизма как цивилизации более всего проявляется в раскрытии ею смысла и ценности человеческого существования, в «борьбе с Богом» (который мыслится в неличных категориях) и в её ритуальном аспекте, проявляющемся в семье, в синагоге и в общине. Религиозная концепция Каплана натуралистична: Бог выступает в ней как космическая сила, служащая залогом реализации моральных ценностей и идеалов человека. Согласно Каплану, еврейская религия является самым возвышенным выражением культурного гения еврейства, вечно стремящегося к моральному усовершенствованию: она не отрицает светских элементов цивилизации, составляющих ценную и неотъемлемую часть духовного облика еврейства. Отношение Каплана к иудаизму — историко-прагматическое: он видит в иудаизме средство, служащее благу евреев, и отрицает всякие попытки его обоснования с помощью метафизических аргументов и ссылок на историческое откровение. Согласно Каплану, традиция должна указывать путь, но не связывать свободу выбора. Евреи должны не только мириться с существованием различных течений в иудаизме, но и научиться ценить это разнообразие.
Религиозно-философское учение Каплана сформировалось под влиянием традиционного иудаизма, трудов мыслителей Хаскалы и философии американского прагматизма. Оно является продуктом своеобразных условий жизни американского еврейства, выражая его духовные искания. В Иерусалиме существует синагога последователей Каплана, носящая характерное название «Мевакшей дерех» (`взыскующие пути`). Будучи убежденным сионистом, Каплан в то же время положительно оценивает сохранение еврейской диаспоры и выступает за упрочение связей между различными общинами еврейского народа.
Главные произведения Каплана: «Иудаизм как цивилизация» (1934); «Значение Бога в современной еврейской религии» (1937); «Вера и мораль» (1954); «Новый сионизм» (1955); «Иудаизм без сверхъестественного» (1958); «Назначение и смысл еврейского существования» (1964); «Религия этического национализма» (1970).
Критики Каплана считают, что его теология носит чрезмерно абстрактный и безличный характер и подрывает веру в историческое откровение. Идеи Каплана несовместимы с верой в неизменность форм ритуала и религиозной организации. Согласно Каплану, идея Бога соотносительна с идеей человека, человеческие представления о Боге неразрывно связаны с тем, как понимает человек мир и своё место в нём. 
Умер в 1983 от сердечного приступа.

## Работы
- 1934: Kaplan, Mordecai M. Judaism as a Civilization: Toward a Reconstruction of American-Jewish Life (англ.). — Philadelphia: Jewish Publication Society[англ.], 1981. — ISBN 0-8276-0193-X.
- 1936: «Judaism in Transition» («Развивающийся иудаизм»)
- 1937: «The Meaning of God in Modern Jewish Religion» Kaplan, Mordecai M. The Meaning of God in Modern Jewish Religion (англ.). — Detroit: Wayne State University Press, 1994. — ISBN 0-8143-2552-1. («Понимание Бога в современной еврейской религии»)
- 1948: «The Future of the American Jew» («Будущее американского еврейства»)
- 1956: «Questions Jews Ask» («Вопросы, задаваемые евреями»)
- 1959: «The New Zionism» («Новый сионизм»)
- 1960: «The Greater Judaism in the Making» («Возникновение новой, более широкой, еврейской общности»)
- 1964: «The Purpose and Meaning of Jewish Existence» («Цель и смысл еврейского существования»)
- 1968: «Jewish Without Supernaturalism» («Иудей без сверхъестественного»)
- 1970: «The Religion of Ethical Nationhood» («Религия народной этики»)
- 1973: «If Not Now, When?» («Если не сейчас, то когда?»)